# Learjet 60
Beim Learjet 60 handelt es sich um ein zweistrahliges Geschäftsreiseflugzeug in Tiefdeckerauslegung der Learjet-Familie des Herstellers Bombardier.

## Entwicklung
Das Flugzeug ist eine Weiterentwicklung des Learjet 55 mit längerem Rumpf, besserer Aerodynamik (Winglets) und stärkeren Triebwerken. Das Flugzeug verfügt über ein Zweipersonencockpit und eine Kabine für bis zu acht Passagiere, die in der Sitzanordnung 1+1 untergebracht sind. Der Erstflug eines Learjet 60 fand im Juni 1991 statt, seine Zulassung durch die FAA erhielt es 1993.
Ende der 90er Jahre gingen die Verkaufszahlen zurück, und es wurde eine verbesserte Version entwickelt, genannt Learjet 60 SE. Diese wurden ab 2004 beginnend mit der Seriennummer 266 verkauft. Auch diese Version wurde nochmals überarbeitet und ab 2007 als Learjet 60 XR angeboten. Der erste LJ60XR trug die Seriennummer 294, es wurden aber in abnehmender Stückzahl noch weitere „SE“- und „Classic“-Varianten hergestellt.
Die Learjet 60 XR bekam eine verbesserte Avionik (Rockwell Collins Pro Line 21 und Collins FMS) sowie einige Verbesserungen in der Kabine. Sie hatte am 3. April 2006 ihren Erstflug und steht seit Juli 2007 im Dienst. Ende 2008 wurde bekannt, dass das europäische Business-Charter Unternehmen Jet Republic 110 Maschinen (25 Festbestellungen und 85 Optionen) dieses Typs im Wert von 1,5 Mrd. US-Dollar kaufen wollte, von denen die ersten im Oktober 2009 geliefert werden sollten. Dieser Auftrag wurde allerdings storniert, da die Firma das entsprechende Kapital nicht aufbringen konnte.
Im Jahre 2012 wurde die Produktion des Learjet 60 ausgesetzt und 2013 vollends eingestellt.

## Technische Daten
| Kenngröße                     | Daten                                        |
| ----------------------------- | -------------------------------------------- |
| Besatzung                     | 2                                            |
| Passagiere                    | maximal 10                                   |
| Länge                         | 17,90 m                                      |
| Spannweite                    | 13,35 m                                      |
| Höhe                          | 5,45 m                                       |
| Rumpfdurchmesser              | 1,95 m                                       |
| Kabinenlänge                  | 5,40 m                                       |
| max. Kabinenhöhe              | 1,75 m                                       |
| max. Kabinenbreite            | 1,81 m                                       |
| max. Startmasse               | 10.660 kg                                    |
| max. Landemasse               | 8.845 kg                                     |
| Zuladung                      | 915 kg                                       |
| Startrollstrecke              | 1.660 m (NN, ISA, MGTOW)                     |
| Landerollstrecke              | 1.040 m (NN, ISA, MLW)                       |
| Höchstgeschwindigkeit         | 860 km/h                                     |
| optimale Reisegeschwindigkeit | 780 km/h                                     |
| maximale Reisegeschwindigkeit | 859 km/h                                     |
| Dienstgipfelhöhe              | 15.545 m                                     |
| Reichweite                    | 4.625 km (mit IFR-Reserve und 4 Passagieren) |
| Triebwerke                    | zwei Pratt & Whitney 305A mit je 20,46 kN    |

## Zwischenfälle
- Am 19. September 2008 überrollte ein Learjet 60 (Luftfahrzeugkennzeichen N999LJ) der Global Exec Aviation während des Starts vom Columbia Metropolitan Airport zu einem Flug zum Van Nuys Airport (Kalifornien) das Ende der Startbahn. Das Flugzeug rollte anschließend durch den Flughafenzaun, überquerte den South Carolina Highway 302, kam an einer Böschung zum Stehen und brannte aus. Beide Piloten und zwei der vier Passagiere kamen ums Leben. Bei den Überlebenden handelte es sich um den Disc Jockey Adam Goldstein und Travis Barker, den Schlagzeuger der Punk-Band blink-182.[4] Ermittlungen ergaben unter anderem, dass der Pilot aufgrund mehrerer geplatzter Reifen versucht hatte, den Start abzubrechen, obwohl das Flugzeug die Entscheidungsgeschwindigkeit schon überschritten hatte (siehe auch Flugunfall eines Learjet 60 auf dem Columbia Metropolitan Airport 2008).[5][6]